# Římskokatolická farnost Luže
Římskokatolická farnost Luže je územním společenstvím římských katolíků v rámci chrudimského vikariátu královéhradecké diecéze.

## O farnosti

### Historie
Luže je poprvé připomínána v roce 1141 jako majetek premonstrátské kanonie v Litomyšli. Místní farnost se později stala součástí litomyšlské diecéze. Tato diecéze však v průběhu 15. století zanikla. Lužská farnost byla pak zahrnuta v roce 1664 do diecéze královéhradecké. V roce 1668 vzniklo poutní místo Panny Marie Pomocné na Chlumku. K němu byli povoláni jezuité z Hradce Králové. Jezuitskému řádu nedlouho poté připadlo jako dědictví celé tehdejší Košumberské panství. Později byl k poutnímu kostelu Panny Marie Pomocné přenesen z lužského městského kostela sv. Bartoloměje farní status.

#### Poutní místo na Chlumku
Poutní kapli na Chlumku založila Marie Maxmiliána Hýzrlová z Chodů. Ta do místa pozvala královéhradecké jezuity, kteří si blízko poutního kostela postavili svou rezidenci (jezuitské označení pro malý klášter). Hraběnka Hýzrlová následně na řád převedla celé Košumberské panství a až do konce života pak žila pouze náboženským životem v domku, který si nechala postavit nedaleko poutního kostela. Velkolepý barokní poutní kostel byl z původní kaple vystavěn v letech 1689–1708. Roku 1773 byl jezuitský řád zrušen a správu jeho majetku převzala Náboženská matice. Jezuité se po obnově svého řádu v roce 1814 na Chlumek již nevrátili a správa poutního místa zůstala královéhradecké diecézi.
Vznik poutního místa na Chlumku beletristicky zpracoval spisovatel Jiří Šotola v románu Tovaryšstvo Ježíšovo, který vyšel roku 1969.

## Současnost
Farnost má sídelního duchovního správce, který spravuje pouze tuto jedinou farnost. Bývalá jezuitská rezidence (ul. Hamzova č.p. 13) je v majetku královéhradecké diecéze. Pravidelné bohoslužby jsou vedle farního kostela a filiálních kostelů slouženy také v Hamzově odborné léčebně v Luži.
| Kostel                       | Místo        | Bohoslužba             | Bohoslužba                                                 | Poznámka                         |
| ---------------------------- | ------------ | ---------------------- | ---------------------------------------------------------- | -------------------------------- |
| Kaple Svaté Rodiny           | Dobrkov      | neslouží se pravidelně | neslouží se pravidelně                                     | obecní kaple                     |
| Kostel Nejsvětější Trojice   | Jenišovice   | neslouží se pravidelně | neslouží se pravidelně                                     | filiální kostel                  |
| Kostel Panny Marie Pomocnice | Luže-Chlumek | neděle                 | 9.30                                                       | farní kostel                     |
| Kostel sv. Bartoloměje       | Luže         | pondělí čtvrtek pátek  | 17.00 v zimě, 18.00 v létě 7.30 17.00 v zimě, 18.00 v létě | filiální (někdejší farní) kostel |
| Oratorium                    | Luže         | středa                 | 16.15                                                      | v Hamzově léčebně, pavilon G     |
| Kostel sv. Vavřince          | Řepníky      | sobota                 | 16.00 v zimě, 18.30 v létě                                 | filiální kostel                  |
| Kostel sv. Jiří              | Voletice     | neslouží se pravidelně | neslouží se pravidelně                                     | filiální kostel                  |